# Temporada 1988 de la Fórmula 3 Chilena
La temporada 1988 de la Formula Tres chilena o por motivos comerciales desde la tercera fecha: "Formula Tres Coca-Cola", fue la 16º temporada del principal campeonato de monoplazas en Chile, se disputaron 12 fechas que se extendieron desde el 13 de marzo al 18 de diciembre del presente año, habiendo un receso desde mediados de julio a principios de septiembre debido a los juegos olímpicos de Seúl de ese año. De las fechas, once fueron disputadas en el autódromo de Las Vizcachas y una en el circuito de la Base Aérea de El Bosque. Teniendo como socio televisivo a Canal 11 Universidad de Chile Televisión, quien transmitió las competencias en vivo y en directo los domingos en la tarde. 
Si se compara con la temporada anterior, hubo un drástico descenso de participantes, solo presentándose 12 autos por fecha en la grilla de largada y quedando solo tres equipos que participaban en la temporada 1987: Remolques Goren, Fuji y Credisur (en asociación con Kodak). Además de estar acompañados de la Fórmula 4 promocional o ex fórmula júnior, desde la tercera fecha, por el desafío Marlboro-Lada, categoría que hace regresar las competencias de autos estándar a las pistas chilenas, que no lo hacía desde 1975 con los Fiat 128 IAVA, usando el modelo Samara 1300 c.c., además del listado de participantes que permanentemente corría,  tenían un auto destinado a un invitado, que era algún piloto de otra categoría, algún famoso de la farándula criolla o algún piloto extranjero. Y desde la cuarta fecha, se une al programa de carreras, el Turismo Carretera-Marlboro que hasta el año anterior, realizaba su campeonato con el Torneo de Velocidad Interclubes.
De los campeones, Giuseppe Bacigalupo retuvo su título ganado el año anterior, obteniendo el cuarto campeonato consecutivo en su historial deportivo  en la fórmula tres, el segundo lugar fue para Santiago Bengolea, quién en esta temporada obtuvo un récord hasta el día de hoy vigente, ganar la mayor cantidad de pole positivos en una sola temporada, con 9 en total, el tercero fue para el piloto de Unocal 76, Kurt Horta, que se integró al Campeonato desde la sexta fecha, habiendo corrido anteriormente la primera bajo la escudería Fuji, la Fórmula 4, el campeón fue el joven de 17 años de edad, Lino Pesce Acuña, en el Desafío Marlboro-Lada, el título se fue a la ciudad de Rancagua, con Mario Anfruns, quien no participaba en el automovilismo competitivo desde 1980 y en el Turismo Carretera Marlboro, el campeonato fue para Lino Pesce Álvarez, padre homónimo del campeón de la Fórmula 4, quien ganó 6 de las 8 fechas disputadas.

## Auspiciadores
En esta temporada, los auspiciadores fueron:
| - Coca-Cola - Marlboro - Lada - Philishave - Discoteque Gente - Las Últimas Noticias - Radio Carolina | - Fluocaril - Remolques Goren - Viceroy (solo la 5° fecha) - Deportes Capurro - Goodyear - El Mercurio |

## Pilotos y equipos Formula Tres Coca-Cola
| N° | Piloto                   | Motor                 | Escudería                                 | Carreras |
| -- | ------------------------ | --------------------- | ----------------------------------------- | -------- |
| 1  | Giuseppe Bacigalupo      | Crespi - Renault      | Remolques Goren - Transportes Ferretti    | Todas    |
| 2  | Kurt Horta               | Berta - Renault       | Fujicolor                                 | 1        |
| 2  | Kurt Horta               | Tulia 25 - Renault    | Unocal 76                                 | 6-12     |
| 4  | Martín Ferrer            | Crespi - Renault      | Fluocaril - Indubal                       | 1-8      |
| 5  | Juan Carlos Silva        | Crespi - Renault      | Remolques Goren - Transportes Ferretti    | Todas    |
| 6  | Carlos Capurro           | Crespi - Renault      | Fluocaril - Nike - Lubricantes Castrol    | Todas    |
| 7  | Clemente Gimeno          | JL-04 - Renault       | Philishave                                | 1-9      |
| 7  | Clemente Gimeno          | JL-04 - Renault       | Kappa                                     | 10-12    |
| 9  | Santiago Bengolea        | RR-03 - Renault       | Kodak - Credisur - Goodyear - SKF         | 1-3:5-12 |
| 10 | Ramón Torres             | RR-03 - Renault       | Kodak - Credisur - Goodyear - SKF         | 4        |
| 11 | Marco Antonio Hormazábal | RR-03 - Renault       | Unocal 76 - HC Libertadores               | 1-2      |
| 12 | Alejandro Bunster        | JL-03 - Renault       | Liqui Moly                                | 3-7      |
| 14 | Mauricio Perrot          | RR-03 - Renault       | SKF - Resortes Invicta                    | 1-6      |
| 15 | Victor Matthei           | JL-03 - Renault       | Fujicolor                                 | Todas    |
| 17 | Luis Undurraga           | JL-02 - Renault       | Peroé - Discoteque Gente - Batich Motoren | 7-9      |
| 18 | César Coggiola           | Crespi - Renault      | Remolques Goren - Transportes Ferretti    | 1        |
| 19 | Arturo Escobar           | Berta - Renault       | Fujicolor                                 | 7-12     |
| 21 | Jaime Bunster            | JL-03 - Renault       | Liqui Moly                                | 6        |
| 22 | René Valenzuela          | JL-03 - Renault       | Servifren - Motrex                        | 3-6      |
| 23 | Cristián Del Fierro      | Tulia 25 - Renault    | Unocal 76                                 | 1-5      |
| 24 | Francisco Heymann        | Larroquette - Renault | Peroé - Discoteque Gente - Batich Motoren | 5        |
| 25 | Álvaro Ferrer            | Berta - Renault       | Fujicolor                                 | 2        |
| 26 | Jorge Hormann            | Berta - Renault       | Fujicolor                                 | 3        |
| 27 | Julio Infante            | JL-03 - Renault       | Remolques Goren - Transportes Ferretti    | 1        |
| 27 | Julio Infante            | Vesa - Renault        | Epson - Lubricantes Castrol               | 6-12     |
| 28 | Ignacio Mujica           | Tulia 23 - Renault    | Aeroperú                                  | 10       |
| 30 | Eduardo Dibos            | Tulia 23 - Renault    | Aeroperú                                  | 9-11     |
| 31 | Ernesto Jochamowitz      | JL-03 - Renault       | Aeroperú                                  | 8;12     |
| 32 | Andrés Serrano           | Crespi - Renault      | Remolques Goren - Transportes Ferretti    | 8        |
| 33 | Manuel José Larraín      | JL-03 - Renault       | Aeroperú                                  | 11       |
| 34 | Juan Carlos Damis        | Crespi - Renault      | Mazda - Lubricantes Veedol                | 10       |
| 36 | Hector Sotomayor         | Larroquette - Renault | Fortuit                                   | 10-12    |
| 44 | Ricardo Dasso            | Crespi - Renault      |                                           | 7-8      |
| 45 | Pedro García-Miró        | Crespi - Renault      |                                           | 12       |
| 46 | Juan Antonio Dibos       | Crespi - Renault      | Aeroperú                                  | 11       |
| 47 | Pedro Roca               | Crespi - Renault      | Kappa                                     | 12       |

TEMPORADA
| Fº  | Día             | Circuito                | Ciudad   | Gran Premio          | Ganador             |
| --- | --------------- | ----------------------- | -------- | -------------------- | ------------------- |
| 1º  | 13 de marzo     | Autódromo Las Vizcachas | Santiago | Lada                 | Giuseppe Bacigalupo |
| 2º  | 24 de abril     | Autódromo Las Vizcachas | Santiago |                      | Santiago Bengolea   |
| 3º  | 8 de mayo       | Autódromo Las Vizcachas | Santiago | Discoteque Gente     | Santiago Bengolea   |
| 4º  | 5 de junio      | Autódromo Las Vizcachas | Santiago | Las Últimas Noticias | Martín Ferrer       |
| 5º  | 26 de junio     | Base Aérea de El Bosque | Santiago | Coca Cola            | Juan Carlos Silva   |
| 6º  | 17 de julio     | Autódromo Las Vizcachas | Santiago | Fluocaril            | Clemente Gimeno     |
| 7º  | 4 de septiembre | Autódromo Las Vizcachas | Santiago | Fluocaril            | Kurt Horta          |
| 8º  | 9 de octubre    | Autódromo Las Vizcachas | Santiago |                      | Kurt Horta          |
| 9º  | 23 de octubre   | Autódromo Las Vizcachas | Santiago | Marlboro             | Juan Carlos Silva   |
| 10º | 13 de noviembre | Autódromo Las Vizcachas | Santiago | Diario El Mercurio   | Carlos Capurro      |
| 11º | 4 de diciembre  | Autódromo Las Vizcachas | Quintero | Coca Cola            | Santiago Bengolea   |
| 12º | 18 de diciembre | Autódromo Las Vizcachas | Santiago | Marlboro             | Clemente Gimeno     |

## Pilotos y equipos Formula Cuatro Coca-Cola
| N° | Piloto              | Escudería                                                            | Carreras |
| -- | ------------------- | -------------------------------------------------------------------- | -------- |
| 1  | Julio Infante       | Remolques Goren - Transportes Ferretti - Epson - Lubricantes Castrol | 1-11     |
| 3  | Eduardo Bollo       |                                                                      | 1        |
| 4  | Daniel Allende      | Ocoa - Balatas Ziga                                                  | Todas    |
| 5  | Pedro Quinteros     | American Bicycle - NGK - Confetti's                                  | Todas    |
| 7  | Ilish Maisán        | Hang Ten - Tic Rac - Maestranza Chena                                | Todas    |
| 8  | Lino Pesce Jr.      | Jeans Cheldiz - Recauchajes Irenesa - Indubal                        | Todas    |
| 10 | Nicolás Vergara     | Epson - Ferrocargo - Quesos Dos Castaños                             | Todas    |
| 11 | Miguel Ángel Castro | Rinaldi                                                              | 3-12     |
| 12 | Mauricio Chau       | Kanaflex Team                                                        | 3        |
| 14 | Cristian Silva      | Leyton House                                                         | 3-9      |
| 16 | Washington Torres   | Mecánica Torres                                                      | 3-8      |
| 19 | Eduardo Valenzuela  | Pisco Control                                                        | Todas    |

TEMPORADA
| Fº  | Día             | Circuito                | Ciudad   | Gran Premio          | Ganador        |
| --- | --------------- | ----------------------- | -------- | -------------------- | -------------- |
| 1º  | 13 de marzo     | Autódromo Las Vizcachas | Santiago | Lada                 | Lino Pesce Jr. |
| 2º  | 24 de abril     | Autódromo Las Vizcachas | Santiago |                      | Julio Infante  |
| 3º  | 8 de mayo       | Autódromo Las Vizcachas | Santiago | Discoteque Gente     | Lino Pesce Jr. |
| 4º  | 5 de junio      | Autódromo Las Vizcachas | Santiago | Las Últimas Noticias | Ilish Maisán   |
| 5º  | 26 de junio     | Base Aérea de El Bosque | Santiago | Coca Cola            | Julio Infante  |
| 6º  | 17 de julio     | Autódromo Las Vizcachas | Santiago | Fluocaril            | Julio Infante  |
| 7º  | 4 de septiembre | Autódromo Las Vizcachas | Santiago | Fluocaril            | Lino Pesce Jr. |
| 8º  | 9 de octubre    | Autódromo Las Vizcachas | Santiago |                      | Lino Pesce Jr. |
| 9º  | 23 de octubre   | Autódromo Las Vizcachas | Santiago | Marlboro             | Julio Infante  |
| 10º | 13 de noviembre | Autódromo Las Vizcachas | Santiago | Diario El Mercurio   | Ilish Maisán   |
| 11º | 4 de diciembre  | Autódromo Las Vizcachas | Quintero | Coca Cola            | Julio Infante  |
| 12º | 18 de diciembre | Autódromo Las Vizcachas | Santiago | Marlboro             | Ilish Maisán   |

## Pilotos y equipos Desafío Marlboro-Lada
| N° | Piloto               | Procedente de | Escudería                                                                    | Carreras   |
| -- | -------------------- | ------------- | ---------------------------------------------------------------------------- | ---------- |
| 9  | Rodrigo Neira        | Santiago      |                                                                              | 6-9        |
| 10 | Carlos Polanco Jr.   | Viña del Mar  | Remolques Montenegro - Firestone - Casa Royal                                | 1-9        |
| 11 | Juan Gac             | Santiago      | Juan Gac Rectificación - Central Frenos                                      | Todas      |
| 12 | Hernan Hermann       | Santiago      | Rentauto                                                                     | 1-7        |
| 15 | Ramón Torres         | Los Andes     | Remolques Goren - Automotriz Claudio Rosselot                                | 1-3        |
| 15 | Giuseppe Bacigalupo  | Rengo         | Remolques Goren - Automotriz Claudio Rosselot                                | 4          |
| 16 | Arturo Lopez         | Santiago      | Transportes Gil - Ossa Fourt                                                 | 1-3        |
| 16 | Ricardo Gil          | Santiago      | Transportes Gil - Pinturas Iris - Autocolor - Resortes Invicta               | 4-7        |
| 17 | Lino Orueta          | Rancagua      | Maderas Pavez                                                                | 1-9        |
| 18 | Rodrigo Farias       | Santiago      | Kodak                                                                        | 1-6        |
| 19 | Luis Pérez           | Santiago      | Batich Motoren Rectificación                                                 | Todas      |
| 20 | Humberto Lagazio     | Valparaíso    | Renoval - Agrícola La Herradura Lampa - Productos Sol - Antigüedades Lagazio | Todas      |
| 21 | Jorge Hormann        | Santiago      | Sunoco Lubricantes - Automotora Targa                                        | 1-3 ; 5-10 |
| 21 | Jorge Recalde        | -             | Sunoco Lubricantes - Automotora Targa                                        | 4          |
| 22 | Ivan Mesías          | Santiago      | Marlboro                                                                     | Todas      |
| 23 | Andrés Moletto       | Valparaíso    | Renoval - Calcetines Moletto - Motores Piddo                                 | 1-4        |
| 24 | Mario Anfruns        | Rancagua      | Lada Pio Nono - AgroTrac - Hermann Anfruns                                   | Todas      |
| 25 | Rolando Bienzobas    | San Felipe    | Remolques Goren                                                              | 3-10       |
| 26 | Enrique Breath       |               | Marlboro                                                                     | 1          |
| 26 | César Antonio Santis |               | Marlboro                                                                     | 2          |
| 26 | Cristian Haleby      |               | Marlboro                                                                     | 3          |
| 26 | Victor Matthei       |               | Marlboro                                                                     | 5 ; 9      |
| 26 | Miguelo              |               | Marlboro                                                                     | 6          |
| 26 | Fernando Parrado     |               | Marlboro                                                                     | 7          |
| 26 | Gert Weil            |               | Marlboro                                                                     | 8          |
| 26 | Cristóbal Geyger     |               | Marlboro                                                                     | 10         |
| 27 | Pablo Falcone        | Santiago      | Ferretería Garachena - Mobil                                                 | 5-10       |
| 32 | Ricardo Goren        | Santiago      | Remolques Goren                                                              | 5-10       |
| 33 | Martín Ferrer        | Santiago      | Fluocaril - Indubal - Faneco - Blistex                                       | 8-10       |
| 35 | Roberto Zarzar       | Chillán       | Casa Zarzar                                                                  | 10         |

TEMPORADA
| Fº  | Día             | Circuito                | Ciudad   | Gran Premio          | Ganador             |
| --- | --------------- | ----------------------- | -------- | -------------------- | ------------------- |
| 1º  | 8 de mayo       | Autódromo Las Vizcachas | Santiago | Discoteque Gente     | Jorge Hormann       |
| 2º  | 5 de junio      | Autódromo Las Vizcachas | Santiago | Las Últimas Noticias | Humberto Lagazio    |
| 3º  | 26 de junio     | Base Aérea de El Bosque | Santiago | Coca Cola            | Hernan Hermann      |
| 4º  | 17 de julio     | Autódromo Las Vizcachas | Santiago | Fluocaril            | Giuseppe Bacigalupo |
| 5º  | 4 de septiembre | Autódromo Las Vizcachas | Santiago | Fluocaril            | Mario Anfruns       |
| 6º  | 9 de octubre    | Autódromo Las Vizcachas | Santiago |                      | Mario Anfruns       |
| 7º  | 23 de octubre   | Autódromo Las Vizcachas | Santiago | Marlboro             | Pablo Falcone       |
| 8º  | 13 de noviembre | Autódromo Las Vizcachas | Santiago | Diario El Mercurio   | Mario Anfruns       |
| 9º  | 4 de diciembre  | Autódromo Las Vizcachas | Quintero | Coca Cola            | Mario Anfruns       |
| 10º | 18 de diciembre | Autódromo Las Vizcachas | Santiago | Marlboro             | Jorge Hormann       |

## Pilotos y equipos Turismo Carretera Marlboro
| N° | Piloto            | Procedente de | Escudería                                   | Carreras |
| -- | ----------------- | ------------- | ------------------------------------------- | -------- |
| 1  | Álvaro Ferrer     | Santiago      |                                             | 1        |
| 2  | Miguel Fernandez  | Santiago      | Pinturas Revor - Cerraduras Anver           | Todas    |
| 3  | Lino Pesce        | Santiago      | Mobil 1 - Recauchajes Irenesa - Sergo Ltda. | Todas    |
| 4  | Juan Gac          | Santiago      | Juan Gac Rectificación - Central Frenos     | Todas    |
| 5  | Omar Silva        | Santiago      | Pinturas Revor                              | 2-9      |
| 6  | Ernesto Perez     | Santiago      | Radiadores Gallardo - Cerraduras Anver      | 2-9      |
| 8  | Marcelo Aniballi  | Santiago      |                                             | 2        |
| 9  | Hugo Hernan       | Santiago      | Semilleria La Catedral                      | 2-9      |
| 13 | Ivan Sahid        | La Calera     | Ellus                                       | 3-9      |
| 14 | Fernando Calderon | Melipilla     | Radio Serrano                               | 5        |
| 15 | Juan Carlos Gac   | Santiago      | Marlboro - Juan Gac Rectificación           | 4-9      |
| 22 | Hagop Kazazian    | Santiago      | Razdan                                      | 2-9      |
|    | Ricardo Ramirez   | Santiago      |                                             | 1-2      |

TEMPORADA
| Fº | Día             | Circuito                | Ciudad   | Gran Premio          | Ganador          |
| -- | --------------- | ----------------------- | -------- | -------------------- | ---------------- |
| 1º | 8 de mayo       | Autódromo Las Vizcachas | Santiago | Discoteque Gente     | Lino Pesce       |
| 2º | 5 de junio      | Autódromo Las Vizcachas | Santiago | Las Últimas Noticias | Lino Pesce       |
| 3º | 17 de julio     | Autódromo Las Vizcachas | Santiago | Fluocaril            | Lino Pesce       |
| 4º | 4 de septiembre | Autódromo Las Vizcachas | Santiago | Fluocaril            | Lino Pesce       |
| 5º | 9 de octubre    | Autódromo Las Vizcachas | Santiago |                      | Juan Gac         |
| 6º | 23 de octubre   | Autódromo Las Vizcachas | Santiago | Marlboro             | Miguel Fernandez |
| 7º | 13 de noviembre | Autódromo Las Vizcachas | Santiago | Diario El Mercurio   | Lino Pesce       |
| 8º | 4 de diciembre  | Autódromo Las Vizcachas | Quintero | Coca Cola            | Lino Pesce       |
| 9º | 18 de diciembre | Autódromo Las Vizcachas | Santiago | Marlboro             | Lino Pesce       |

- Datos: Q30917032